# Campionati africani di atletica leggera 1988
I Campionati africani di atletica leggera 1988 sono stati la 5ª edizione dei Campionati africani di atletica leggera. La manifestazione si è svolta dal 29 agosto al 2 settembre presso lo Stade 19 Mai 1956 di Annaba, in Algeria.

## Medagliati

### Uomini
| Specialità | Oro                                       | Prestazione | Argento             | Prestazione | Bronzo                   | Prestazione |
| Corse piane |                                           |             |                     |             |                          |             |
| 100 m | John Myles-Mills                          | 10"25       | Charles-Louis Seck  | 10"29       | Iziak Adeyanju           | 10"34       |
| 200 m | Davidson Ezinwa                           | 20"97       | Emmanuel Tuffour    | 21"00       | Mustapha Kamel Selmi     | 21"21       |
| 400 m | Innocent Egbunike                         | 45"43       | Gabriel Tiacoh      | 45"86       | Moses Ugbisie            | 46"04       |
| 800 m | Babacar Niang                             | 1'46"99     | Getahun Ayana       | 1'47"46     | Ahmed Belkessam          | 1'47"49     |
| 1 500 m | Getahun Ayana                             | 3'42"77     | Mahmoud Kalboussi   | 3'43"44     | Mustapha Lachaal         | 3'43"48     |
| 5 000 m | Brahim Boutayeb                           | 13'49"69    | Haji Bulbula        | 13'50"08    | Mohamed Issangar         | 14'02"25    |
| 10 000 m | Brahim Boutayeb                           | 28'55"28    | Haji Bulbula        | 29'04"65    | Mohamed Choumassi        | 29'30"59    |
| Corse a ostacoli |                                           |             |                     |             |                          |             |
| 110 hs | Noureddine Tadjine                        | 14"33       | Marcellin Dally     | 14"35       | Zouhair Khazine          | 14"46       |
| 400 hs | Amadou Dia Bâ                             | 48"81       | Henry Amike         | 49"36       | Hamidou Mbaye            | 50"27       |
| 3 000 siepi | Azzedine Brahmi                           | 8'26"56     | Abdelaziz Sahere    | 8'27"30     | Kamel Benlakhlef         | 8'38"21     |
| Prove su strada |                                           |             |                     |             |                          |             |
| Maratona | Dereje Nedi                               | 2h27'51"    | Allaoua Khélil      | 2h28'11"    | Kebede Balcha            | 2h29'04"    |
| Marcia 20 km | Mohamed Bouhalla                          | 1h27'43"    | Abdelwahab Ferguène | 1h34'07"    | Arezki Boumrar           | 1h41'46"    |
| Salti |                                           |             |                     |             |                          |             |
| Salto in alto | Boubacar Guèye                            | 2,16 m      | Paul Ngadjadoum     | 2,16 m      | Fred Salle               | 2,13 m      |
| Salto con l'asta | Choukri Abahnini                          | 4,90 m      | Mejdi Drine         | 4,80 m      | Samir Agsous             | 4,80 m      |
| Salto in lungo | Yusuf Alli                                | 7,78 m      | Fred Salle          | 7,53 m      | Lotfi Khaïda             | 7,51 m      |
| Salto triplo | António Santos                            | 16,43 m     | Lotfi Khaïda        | 16,22 m     | Fethi Khelid Aboud       | 16,00 m     |
| Lanci |                                           |             |                     |             |                          |             |
| Getto del peso | Ahmed Mohamed Ashoush                     | 19,40 m     | Ahmed Kamel Shata   | 19,00 m     | Adewale Olukoju          | 17,70 m     |
| Lancio del disco | Adewale Olukoju                           | 62,12 m     | Hassan Ahmed Hamad  | 55,94 m     | Yacine Louail            | 47,72 m     |
| Lancio del giavellotto | Justin Arop                               | 74,52 m     | Tarek Chaabani      | 67,50 m     | Samir Ménouar            | 64,62 m     |
| Lancio del martello | Hakim Toumi                               | 69,06 m     | Djamel Zouiche      | 63,92 m     | Sherif Farouk El Hennawi | 59,28 m     |
| Prove multiple |                                           |             |                     |             |                          |             |
| Decathlon | Mahmoud Aït Ouhamou                       | 7 160 p.    | Mourad Mahour Bacha | 7 128 p.    | Abdennacer Moumen        | 7 051 p.    |
| Staffette |                                           |             |                     |             |                          |             |
| Staffetta 4×100 m | Nigeria                                   | 39"27       | Ghana               | 39"44       | Senegal                  | 39"66       |
| Staffetta 4×400 m | Repubblica Popolare Democratica d'Etiopia | 3'07"11     | Costa d'Avorio      | 3'08"45     | Burundi                  | 3'09"11     |
| record mondiale; record mondiale stagionale; record africano; record dei campionati; record nazionale; record personale; record personale stagionale. |                                           |             |                     |             |                          |             |

### Donne
| Specialità | Oro                   | Prestazione | Argento                  | Prestazione | Bronzo               | Prestazione |
| Corse piane |                       |             |                          |             |                      |             |
| 100 m | Mary Onyali           | 11"25       | Falilat Ogunkoya         | 11"51       | Lalao Ravaonirina    | 11"54       |
| 200 m | Falilat Ogunkoya      | 23"33       | Martha Appiah            | 23"72       | Veronica Bawuah      | 24"35       |
| 400 m | Airat Bakare          | 52"15       | Célestine N'Drin         | 52"77       | Mercy Addy           | 52"88       |
| 800 m | Hassiba Boulmerka     | 2'06"16     | Maria Mutola             | 2'06"55     | Sheila Seebaluck     | 2'08"26     |
| 1 500 m | Hassiba Boulmerka     | 4'12"14     | Fatima Aouam             | 4'12"57     | Getenesh Urge        | 4'17"61     |
| 3 000 m | Fatima Aouam          | 8'59"19     | Josiane Boullé           | 9'14"37     | Tigist Moreda        | 9'15"92     |
| 10 000 m | Marcianne Mukamurenzi | 33'03"98    | Hassania Darami          | 33'41"75    | Malika Benhabylès    | 35'41"80    |
| Corse a ostacoli |                       |             |                          |             |                      |             |
| 100 hs | Maria Usifo           | 13"71       | Diana Yankey             | 13"94       | Yasmina Azzizi       | 14"08       |
| 400 hs | Maria Usifo           | 56"74       | Ruth Kyalisima           | 57"32       | Marie Womplou        | 57"60       |
| Prove su strada |                       |             |                          |             |                      |             |
| Marcia 5 000 m | Sabiha Mansouri       | 25'51"70    | Dalila Frihi             | 27'06"20    | Kheïra Sadat         | 29'19"30    |
| Salti |                       |             |                          |             |                      |             |
| Salto in alto | Lucienne N'Da         | 1,80 m      | Constance Senghor        | 1,68 m      | Salimata Coulibaly   | 1,68 m      |
| Salto in lungo | Juliana Yendork       | 5,70 m      | Néné Sangharé            | 5,68 m      | Fatou Tambédou       | 5,56 m      |
| Lanci |                       |             |                          |             |                      |             |
| Getto del peso | Hanan Ahmed Khaled    | 15,02 m     | Souad Malloussi          | 14,85 m     | Jeanne Ngo Minyemeck | 13,92 m     |
| Lancio del disco | Grace Apiafi          | 50,60 m     | Hanan Ahmed Khaled       | 47,58 m     | Zoubida Laayouni     | 47,50 m     |
| Lancio del giavellotto | Yasmina Azzizi        | 48,82 m     | Samia Djémaa             | 45,74 m     | Schola Mujawamaria   | 44,86 m     |
| Prove multiple |                       |             |                          |             |                      |             |
| Eptathlon | Yasmina Azzizi        | 5 740 p.    | Marie-Lourdes Ally Samba | 4 821 p.    | Huda Hashem Ismail   | 4 289 p.    |
| Staffette |                       |             |                          |             |                      |             |
| Staffetta 4×100 m | Ghana                 | 44"68       | Costa d'Avorio           | 45"59       | Senegal              | 46"45       |
| Staffetta 4×400 m | Uganda                | 3'37"74     | Costa d'Avorio           | 3'38"30     | Marocco              | 3'50"25     |
| record mondiale; record mondiale stagionale; record africano; record dei campionati; record nazionale; record personale; record personale stagionale. |                       |             |                          |             |                      |             |

## Medagliere
| Posizione | Paese                                     | Oro | Argento | Bronzo | Totale |
| --------- | ----------------------------------------- | --- | ------- | ------ | ------ |
| 1         | Nigeria                                   | 11  | 2       | 3      | 16     |
| 2         | Algeria                                   | 10  | 7       | 11     | 28     |
| 3         | Marocco                                   | 3   | 4       | 7      | 14     |
| 4         | Ghana                                     | 3   | 4       | 2      | 9      |
| 5         | Senegal                                   | 3   | 3       | 4      | 10     |
| 6         | Repubblica Popolare Democratica d'Etiopia | 3   | 3       | 3      | 9      |
| 7         | Egitto                                    | 2   | 3       | 2      | 7      |
| 8         | Uganda                                    | 2   | 1       | 1      | 4      |
| 9         | Costa d'Avorio                            | 1   | 6       | 2      | 9      |
| 10        | Tunisia                                   | 1   | 3       | 0      | 4      |
| 11        | Angola                                    | 1   | 0       | 0      | 1      |
| 11        | Ruanda                                    | 1   | 0       | 0      | 1      |
| 13        | Mauritius                                 | 0   | 2       | 1      | 3      |
| 14        | Camerun                                   | 0   | 1       | 2      | 3      |
| 15        | Ciad                                      | 0   | 1       | 0      | 1      |
| 15        | Mozambico                                 | 0   | 1       | 0      | 1      |
| 17        | Burundi                                   | 0   | 0       | 1      | 1      |
| 17        | Libia                                     | 0   | 0       | 1      | 1      |
| 17        | Madagascar                                | 0   | 0       | 1      | 1      |
| Totale    | Totale                                    | 41  | 41      | 41     | 123    |